# Melikgazi
Melikgazi là một huyện thuộc tỉnh Kayseri, Thổ Nhĩ Kỳ. Trước năm 2012, Melikgazi từng là thành phố tỉnh lỵ (merkez ilçesi) của tỉnh Kayseri. Huyện có diện tích 454 km² và dân số thời điểm năm 2007 là 425.092 người, mật độ 936 người/km². Năm 1988, vùng đô thị Kayseri được thành lập trên cơ sở thành phố Melikgazi và các huyện lân cận. Năm 2012, Thổ Nhĩ Kỳ thông qua luật công nhận các tỉnh có dân số trên 750.000 người là những thành phố tự quản (büyükşehir belediyeleri). Với luật này, thành phố Melikgazi được chuyển thành huyện hành chính Melikgazi.